# Ameland
Ameland  è un'isola del mare del Nord nel gruppo delle isole Frisone Occidentali si estende per 57 km quadrati. Ha una dimensione media di 25 km di lunghezza e 2 (nella parte occidentale 3) km di larghezza. L'isola di Ameland è una municipalità dei Paesi Bassi di 3 503 abitanti situata nella provincia della Frisia.
Ameland ha 4 centri abitati: Hollum, Ballum, Nes, il capoluogo, e il più orientale Buren.
L'isola è formata nella parte settentrionale da dune naturali e lunghe spiagge, nell'est dell'isola si trova la duna più alta, Het Oerd, alta ben 24 m sul livello del mare.
La parte meridionale si trova sotto il livello del mare ed è adibita a campi coltivati e allevamento di ovini e bovini. L'isola è separata dalla terraferma dal friesche waddensee.
Il porto principale si trova nei pressi di Nes dove attraccano i traghetti dalla terraferma (Holwerd), mentre si trova un porto per piccoli natanti anche nel Ballum bocht, sempre sulla costa meridionale, 3 chilometri più a ovest.
Ameland è importante dal punto di vista faunistico: molte specie di uccelli nidificano qui, specialmente nella parte est, più selvaggia e punto cruciale delle migrazioni.
Ameland è una meta turistica frequentata specialmente da olandesi e tedeschi: sull'isola, infatti, sono presenti molti campeggi e hotel.
Anche l'agricoltura è importante: quasi un terzo dell'isola è coltivato.

## Storia
L'isola col nome di "Ambla" fu ricordata dall'VIII secolo come tributaria dei conti d'Olanda. Nel 1424 con Ritske Jelmera si dichiarò "signoria libera" (Vrijheerschap). Nonostante Olanda, Frisia e il Sacro Romano Impero ne contestassero l'autonomia, l'isola rimase libera e semi-indipendente sotto la famiglia dei van Cammingha. Estintasi la famiglia sovrana nel 1708, la signoria passò sotto il governo dello statolder di Frisia e Groninga Giovanni Guglielmo Friso d'Orange ed i suoi successori. Nel 1815 entrò a far parte del nuovo Regno Unito dei Paesi Bassi ed annessa dalla provincia della Frisia.

### Incendio dellaFremantle Highwaydel 2023
Nel luglio 2023, un incendio sulla nave mercantile battente bandiera panamense Fremantle Highway che trasportava oltre 3 700 auto al largo della costa di Ameland provocò la morte di un marinaio e il ferimento di altri 22.